# Staßfurt
Staßfurt, ou en graphie simplifiée française Stassfurt, est une ville d'Allemagne, appartenant au Land de Saxe-Anhalt, sur le bord de la Bode, affluent de la Saale. Cette ville de l'arrondissement du Salzland qui compte près de 24 000 habitants est historiquement célèbre par les importantes mines de sel et de potasse, qui proviennent d'un ancien dépôt marin.
Entre le massif du Harz et le fleuve Elbe, Staßfurt est un prototype de ville industrielle pérennisée par le régime est-allemand. Le retour à l'économie ouverte a été rude, entrainant le déclin accéléré des unités industrielles préservées et vétustes.

## Histoire
| Appartenances historiques Principauté archiépiscopale de Magdebourg 1180-1680 Royaume de Prusse (Duché de Magdebourg) 1680–1807 Royaume de Westphalie 1807–1813 Royaume de Prusse (Province de Saxe) 1815–1918 République de Weimar 1918–1933 Reich allemand 1933–1945 Allemagne occupée 1945–1949 République démocratique allemande 1949–1990 Allemagne 1990–présent |

### Une ville des états prussiens
En 1868, la ville de la province prussienne de Saxe est connue des géologues et des chimistes pour ses salines remarquables. Staßfurt est à 13 kilomètres de Kalbe, sur le Bode et compte 2200 habitants.
Les importantes mines de sel, et surtout de potasse, donnent naissance à une industrie chimique. Les gisements de sels de potasse entrent en concurrence à la Belle Époque impériale avec la sylvinite du bassin potassique mulhousien. 
En 1920, la ville encore active qui dépasse 17 000 habitants accueille des unités de productions chimiques et métallurgiques. 

### Neu-Staßfurt
Staßfurt a été un kommando du camp de Buchenwald à la fin de la Seconde Guerre mondiale sous l’appellation de Neu-Stassfurt.

### Une ville industrielle conservatoire de RDA
En 1970, ce centre d'extraction de la potasse et du sel, conservant de multiples industries chimiques, alimentaires, radio-électriques et mécaniques compte 25 695 habitants. Deux tiers de la potasse est exporté, un tiers est transformé en engrais à usage national.  
La ville semble avoir dépassé 26 000 habitants dans les années qui suivent.

## Géologie et minéralogie
Les couches à la fois calcaires, salines et gypseuses de Staßfurt témoignent d'une transgression marine sur ces terrains à l'époque permienne. Les dépôts terrestres antérieurs et postérieurs sont des grès rouges permiens. Le vaste gisement potassique auquel la ville donne son nom est un reliquat de bassin appelé autrefois pénéen, c'est-à-dire qui ne contient que apparemment peu de restes organiques et de fossiles. Les couches de gypse et de sels alcalins (sels composés à base de sels ioniques de Na+ et au sommet surtout de chlorures de K+ et Mg2+, avec à l'étage supérieur des masses de carnallite légère, de kaïnite, de kieserite, et moins fréquemment de sylvine, de glasérite, de schönite, de polyhalite...) sont recouvertes de calcaires argileux et dolomitiques.
La stassfurtite est une boracite compacte et fibreuse, typique des gisements de Staßfurt. Outre les engrais potassiques et magnésiens et des saumures salines, le site chimique produisait aussi du borate de magnésie et du borax, mais aussi du chlore et du brome par électrolyse. 
L'analyse des nombreux sels de Stassfurt a permis au chimiste Jacobus Henricus Van 't Hoff de mieux modéliser et comprendre les solutions salines.

## Jumelage
| Ville | Ville  | Pays | Pays      | Période     |
| ----- | ------ | ---- | --------- | ----------- |
|       | Lehrte |      | Allemagne | depuis 1988 |

## Personnalités
- Hildegard Schrader (1910-1966), championne olympique de natation en 1928, est native de Staßfurt.
- Andreas Wecker (1970-), champion olympique de gymnastique en 1996.